# Hrvaška šahovnica
Hrvaška šahovnica je hrvaški narodni simbol, ki se pojavi na grbu Hrvaške. Kvadrati šahovnice so navadno izmenično razporejeni tako, da je kvadrat v levem zgornjem kotu rdeče barve, čeprav se je razporejenost skozi zgodovino spreminjala.

## Zgodovina

### Izvor
Po legendi naj bi hrvaškega kralja Štefana Držislava ugrabili Benečani. Kralj je beneškega doža Petra II. Orseola izzval na partijo šaha, ki bi odločila o njegovi svobodi. Kralju je uspelo zmagati vse tri igre v partiji, v nekaterih različicah legende pa naj bi z igro pridobil še nekaj dalmacijskih mest. Šahovnico je za spomin na svojo zmago nato vključil v svoj grb. Prvi zapisi legende se pojavijo dolgo po času dogajanja, šele v času hrvaškega narodnega preporoda zaradi česar je ni mogoče jemati za historično, poleg tega pa se heraldika pojavi dolgo po smrti Štefana Držislava.
Šahovnica na evharistični zvezdi v splitski krstilnici iz 11. stoletja in šahovnica na zvoniku cerkve sv. Lucije v Jurandvoru sta najzgodnejša primera hrvaške šahovnice.
Šahirani vzorec je prisoten na več srednjeveških hrvaški cerkvah, med drugimi tudi na cerkvi sv. Janeza Nimfskega v Pulju, cerkvi sv. Vida na gradu Kaštel in cerkvi sv. Janeza v Pomerju, kjer se poleg šahovnice pojavi tudi hrvaški preplet.

### Heraldična uporaba
Eden najstarejših upodobitev grba hrvaškega kraljestva iz leta 1495 se nahaja v Innsbrucku v Avstriji na sprednji strani tempeljske dvorane na Herzog-Friedrichstrasse 35. Predvideva se, da je nastanek hrvaškega grba spodbudil cesar Maksimilijan I., iz časa katerega izvira grb Innsbrucka in še nekaj drugih grbov v današnji Avstriji in Nemčiji.
Po vsej verjetnosti se je veliko hrvaških grbov habsburških vladarjev ohranilo zahvaljujoč Bratislavskemu miru, ki je habsburžanom v primeru izumrtja moške linije Jageloncev obljubljal trajno oblast nad Ogrsko pod krono katere je bila tudi Kraljevina Hrvaška, zatorej ni presenetljivo, da je hrvaški grb, če ni obstajal že prej, dal narediti prav Maksimilijan. Habsburžani so hrvaški kralji postali šele nekaj desetletij kasneje, z izvolitvijo v Cetinu leta 1527, zato je bolj verjetno, da so pred tem vladajoči Jagelonci že uporabljali šahirani grb.
V katedrali Marijinega vnebovzetja v Senju se nahaja relief iz leta 1491, ki prikazuje grb hrvaškega plemiča Ludvika Petrovića, ki vsebuje hrvaško šahovnico s kvadrati v razmerju 5x5 oz. 5x6.
Na denarju, ki ga je dal med leti 1472 in 1475 narediti Nikolaj Iloški, se pojavi grb z rombastim karirastim vzorcem, vendar gre verjetno za grb oglejskega patriarha Ludvika Teškega.
V nekaterih interpretacijah je omenjeno, da bela barva označuje Belo ter rdeča Rdečo Hrvaško. Obstaja tudi prepričanje o pomenu barve prvega polja v grbu, po katerem prvo belo polje predstavlja neodvisnost Hrvaške, prvo rdeče polje pa njen podrejen položaj, vendar gre za prepričanje novejšega časa in nima nobene potrditve v prejšnjem izročilu in zgodovinskih dokazih.

## Druga uporaba
Hrvaška šahovnica je zelo značilna za različne drese in kape, ki jih nosijo hrvaški športni navijači, prav tako pa je šahovnico mogoče zaslediti kot okras več turističnih spominkov. Pojavi se tudi na hrbtni strani hrvaških evrokovancev.

## Galerija
- Grb Hrvaške na velikem pečatu v listini cetinskega saborja (1527).
- Kraljevina Hrvaška (1525-1868).
- Grb Hrvaške kronske dežele (do 1868).
- Kraljevina Hrvaška-Slavonija (1868–1918).
- Grb Translajtanije (1868-1915).
- Patriotska značka iz leta 1914.
- Grb Države Slovencev, Hrvatov in Srbov (1918)
- Banovina Hrvaška (1939–1943).
- Veliki grb Banovine Hrvaške (1939–1943).
- Neodvisna država Hrvaška (1941–1945).
- Socialistična republika Hrvaška (1947–1990).
- Zgodnja različica grba Republike Hrvaške (1990).
- Grb Hrvaške po letu 1990.